# Hybomitra noda
Hybomitra noda är en tvåvingeart som beskrevs av Philip 1961. Hybomitra noda ingår i släktet Hybomitra och familjen bromsar. Inga underarter finns listade i Catalogue of Life.